# Кваме Нкрума
Кваме Нкрума (на английски: Kwame Nkrumah; пълно име: Francis Nwia Kofie Kwame Nkrumah) е ганайски философ, социолог и политолог, лидер на Народната партия на конвента и движението за независимост, управлявал Гана от 1951 до 1966 г.
Нкрума е сред идеолозите на панафриканското движение и основателите на Организацията за африканско единство. Той е първият премиер-министър (1957 – 1960) и първият президент (1960 – 1966) на независима Гана. Фелдмаршал (1965). Носител е на Ленинската награда за мир за 1962 г.

## Биография

### Ранни години
Кваме Нкрума е роден на 21 септември 1909 г. в с. Нкрофул в югозападната част на британската колония Златен бряг. Рожденото му име е Франсис Нвия Кофи Нгонлома, а името Кваме Нкрума приема официално през 1945 г.
По етническа принадлежност е от групата нзима, но родителите му са от различни родове на племето: бащата – от клана азона, майката – от клана анона. Тъй като у нзима наследяването се предава по майчина линия, то Кваме принадлежи към клана на майката. По произход той може да претендира за трона на вожд на 2 племена – нсаеи и дадесо. При раждането му е кръстен по обредите на римокатолическата църква. Баща му е занаятчия бижутер. Единствен син е на майка си, дребен търговец, макар че баща му има деца от други жени (общо семейството се състои от 14 души). Заедно с майка си живее в Нкрофул до 3-годишна възраст, след което семейството се премества при бащата, който работи в град Халф Асини.

### Обучение
В Халф Асини, Кваме постъпва в местното католическо мисионерско училище. Обучението е платено, и не всички родители изпращат децата си да учат, но майката на Кваме настоява. Училището е доста бедно, занятията се водят в една стая, в която всички класове имат занимания по ред. В училището се използват телесни наказания. В детството си, Кваме е религиозен, посещава църква и прислужва при месите.
В училището в Халф Асини, Кваме учи осем години, след което става преподавател в него. През 1926 г. той е забелязан от ректор на Педагогическия колеж в Акра. Това става повратен момент в живота на Кваме – от провинциалното градче той попада в най-големия град на страната, нейния политически и културен център. Въпреки трудностите, Кваме решава да не оставя учението. През същата година умира баща му, и голямото семейство се разпръсва.
През 1927 г. в Ачимота, градче близо до Акра, се открива колежа „Уелския принц“. Основателите на колежа са сър Гордън Хаджисбърг, губернатора на Златния бряг, Джеймс Емън Агри, известен мисионер и учител, и преподобния Алек Фрейзър. С помощта на Уелския принц Едуард VIII, колежът става най-просветеното образователна учреждение в страната. Самият Агри, роден в Ачимоте, постига това в колежа да могат да преподават и африканци, а не само европейци. Първият африканец сред преподавателите в колежа е Джеймс Агри, чиято личност оказва силно впечатление на Кваме. Едва свързвайки двата края, Кваме продължава да учи и по примера на Агри започва да мечтае да следва в чужбина.
През 1928 г. Педагогическият колеж се обединява с колеж „Уелски принц“, и Кваме става един от първите, който е подготвян за преподавателска дейност в Ачимота. Той изучава висша математика, латински, участва в спектакли. Заедно със съученици се занимава със свирене на народни инструменти. В последните години от обучението си, Кваме е назначен за старши ученик в школата, и по това време започва да се интересува от ораторско изкуство.
През 1930 година Кваме завършва обучението си и е поканен на длъжност преподавател в римокатолическото начално училище в Елмина. Работейки като учител, Кваме прави опити да организира в Елмина асоциация на учителите. След година е назначен за директор на училището в Аксим. В Аксим той започва да се подготвя за изпитите в Лондонския университет, на които не успява. Тук се запознава със С. Р. Вуда, секретар на Националния конгрес на Британска Западна Африка, който въвежда Кваме в политиката и поддържа идеята на Кваме да замине за Америка.
След две години Кваме заминава да преподава в римокатолическата семинария в Амисано, близо до Елмина. Тук той сериозно се замисля да стане член на ордена на йезуитите и да се посвети в служба на бога. Желанието му да учи обаче надделява и Кваме започва да търси начин да замине за Америка.

### В САЩ и Англия
Кваме подава заявление в университета „Линкълн“ в Пенсилвания и получава положителен отговор. Университетът е едно от първите учебни заведения в Съединените щати, който позволява получаването на висше образование на негри. За да пристигне в Америка, Кваме първо трябва да достигне до Англия и да получи виза, тъй като американско посолство на Златния бряг няма. За пътуванията са нужни пари, които липсват на Кваме. За да ги получи, той отива без билет на борда на параход до Лагос, живее един негов роднина, който се съгласява да му помогне. Кваме се отправя за Лондон, откъдето потегля за САЩ и пристига в края на октомври 1935 г., закъснявайки с два месеца за началото на курса.
Ограничен откъм средства, Кваме се старае да учи добре, за да получи стипендия, която да може частично да покрие разходите му. Налага се и да работи от време на време: асистент в библиотека, сервитьор в столова, пише за възнаграждение учебни доклади на други студенти, продава риба, работи в сапунена фабрика. По време на лятната ваканция Кваме работи на кораби за далечно плаване, докато не започва войната. Завършвайки университета през 1939 г., той получава степен бакалавър по икономика, социология и богословие. Кваме иска да продължи обучението си във факултета по журналистика на Колумбийския университет, но и за там не му достигат средства. Кваме е принуден да приеме предложението да остане в университета „Линкълн“ на длъжността асистент-лектор по философия.
Едновременно с преподаването, Кваме продължава образованието си. Приет е в богословската семинария на университета „Линкълн“, слушал курс лекции по философии и педагогика в Пенсилванския университет. Кваме чете много проповеди в църкви, посещавани от негърски семейства. През 1942 г. завършва семинарията със степен бакалавър по богословие, а от Пенсилванския университет получава степен магистър на педагогическите науки. Започва самостоятелно да чете лекции по философия, гръцка история, история на негрите. През февруари 1943 г. получава степен магистър по философия в Пенсилванския университет и започва да се готви за изпитите за степен доктор по философия.
Трудните условия на живот подкопават здравето на Кваме. Той е принуден постоянно да пътува от един университет до друг, а през нощта да работи като писар на корабостроителниците. В резултат на това, той е приет в болница с тежка пневмония. След като се излекува, той дава обет да се завърне в родината си.
Още докато учи в Университета „Линкълн“ Кофи Нгонлома се включва в обществения живот на африканските студенти и за известно време е председател на Африканската студентска организация на Америка и Канада. През този период публикува в университетския вестник есе, посветено на европейското управление в Африка. Той се запознава с идеите на ямайския общественик Маркъс Гарви, а след 1943 година установява активни контакти с живеещи в Съединените щати троцкисти, като тринидадеца Сирил Джеймс, рускинята Рая Дунаевска и американката Грейс Лий Богс. По-късно Нкрума твърди, че именно от Сирил Джеймс е научил „как работи едно нелегално движение“.
Кваме напуска Америка, получавайки от университета определението „най-изключителния преподавател на годината“.
През май 1945 г., Кофи Нгонлома пристига във Великобритания, където остава до ноември 1947 г. През цялото това време, той заема една стая на улица „Берлроуд“, №60. Целта на прехвърлянето във Великобритания е да учи право и да завърши докторска степен по философия. Кваме се записва в юридическата школа при Грейс Ин, посещава Лондонското училище по икономика, където се среща с професор Харолд Ласки, който чете лекции по политическа наука. Първоначално Кваме има намерение да проведе изследователска работа в областта на етнофилософията, но започва да се интересува от новата по това време наука епистемология. С нея той започва да се занимава под ръководството на професор Алфред Джулс Айер.
В Лондон, Кваме се запознава с тринидадския комунист Джордж Падмор и се включва в организирането на Петия панафрикански конгрес, проведен в Манчестър. През декември, веднага след края на конгреса, той участва в основаването и става генерален секретар на Западноафриканския национален секретариат, който си поставя за цел деколонизацията на Африка. Основа на тази организация става Западноафриканският студентски съюз, на който Кваме Нкрума известно време е вицепрезидент. В рамките на Западноафриканския национален секретариат Нкрума организира революционна социалистическа група, наричана „Кръгът“ и работеща в тясно сътрудничество с Комунистическата партия на Великобритания.

### Начело на опозицията и правителството в Златния бряг
През есента на 1947 година Кваме Нкрума е поканен от Джоузеф Данкуа да стане генерален секретар на оглавяваната от него партия Обединен конвент на Златния бряг (ОКЗБ), стремяща се към независимост на колонията. Нкрума приема поста и през декември 1947 година се връща в Златния бряг след кратки спирания в Сиера Леоне, Либерия и Кот д'Ивоар.
Малки след връщането на Кваме Нкрума в Акра, Кумаси и други градове избухват бунтове, предизвикани от инфлацията. Властите подозират, че ОКЗБ участва в тяхното организиране, и някои от водачите на партията, сред които и Нкрума, са арестувани за кратко. След освобождаването си Нкрума става водеща фигура в младежкото движение на ОКЗБ.
През 1948 година Кваме Нкрума предприема обиколки из страната, пропагандирайки идеята за незабавно предоставяне на самоуправление на страната, като среща особена подкрепа сред производителите на какао, недоволни от опитите на правителството да ограничи разпространението на вирусна епидемия по насажденията от какао. Обединявайки различни групи, включително профсъюзни организации, през 1949 година Нкрума основава собствена Народна партия на конвента (НПК).
Междувременно британската администрация назначава комисия от местни общественици, която да състави конституция на Златния бряг, предоставяща вътрешна автономия на колонията. Нкрума организира паралелно Народно събрание, включващо представители на партията му и други младежки, профсъюзни и земеделски организации, както и представители на ветераните от войните. То се обявява срещу някои от елементите на новата конституция, като имуществения ценз при гласуване, както и за създаване на отделна горна камара и за широка автономия на базата на Уестминстърския статут от 1931 година.
Британската администрация отхвърля предложенията на алтернативното Народно събрание и през януари 1950 година Нкрума организира широка кампания в тяхна подкрепа, включваща гражданско неподчинение, отказ от сътрудничество с властите, бойкоти и стачки. Властите арестуват Нкрума и други ръководители на НПК, като той е осъден на три години затвор.
Въпреки това, подложено на международен натиск и продължаващото вътрешно напрежение, британското правителство решава да ускори изтеглянето си от Златния бряг. На 5 – 10 февруари 1951 година са проведени първите избори, като е използвано общо избирателно право без имуществен ценз. Тъй като Нкрума още е в затвора, предизборната кампания на НПК се ръководи от Комла Агбели Гбедема. Партията печели съкрушителна победа, получавайки 34 от 38-те изборни места в парламента.
Кваме Нкрума е освободен на 12 февруари 1951 година, а на следващия ден британският губернатор му възлага да състави правителство. Година по-късно с промяна на конституцията е създаден поста на министър-председател и на 10 март 1952 година Нкрума става първият избран на него. В реч пред парламента на 10 юли 1953 година той се обявява за възможно най-бързо постигане на независимост в рамките на Британската общност.
1954 година се оказва решаваща за управлението на Кваме Нкрума. На проведените избори той увеличава донякъде подкрепата за политиката си на независимост. С още по-голямо значение е рязкото трикратно нарастване на борсовите цени на какаото, основният експортен продукт на Златния бряг. Нкрума бързо въвежда експортни такси, като основната част от увеличените приходи отива в държавния бюджет, а не при производителите. Макар това да отблъсква част от земеделците, новите приходи дават възможност на правителството през следващите години да финансира някои социални програми, най-вече в областта на образованието, както и да инвестира в различни инфраструктурни проекти.

### Управление на независима Гана
1954 година е ключова година по време на ерата на Нкрума. В независимите избори през тази година, той записва доста от гласовете на вота. Въпреки това, през същата година, световните цени на какаото се покачват от £150 до £450 на тон. Вместо да позволи на какаовите фермери да припечелят от това, Нкрума изземва увеличените им приходи чрез данъци от централното правителство, след това инвестира капиталите в различни национални проекти за развитие. Тази политика отчуждава един от най-големите избирателни райони, който му епомогнал да дойде на власт.
На 6 март 1957 г., след провъзгласяването на независимостта на Гана (така започва да се нарича Златния бряг) в Общността на нациите, Нкрума заема поста премиер-министър. На 1 юли 1960 г. Гана става република, а Нкрума – неин президент (длъжността премиер-министър е премахната). През 1957 – 1958 и 1962 – 1963 г. той също така заема пост министър на външните работи.
През 1958 г., Нкрума въвежда закони за ограничаване на различни свободи в Гана. След стачката на миньорите в златните мини от 1955 г., Нкрума въвежда Закона за профсъюзите, което прави стачката незаконна. Когато той предполага, че опонентите му в парламента подготвят заговор срещу него, Нкрума пише Закона за превантивното задържане, който дава възможност на неговата администрация да арестува и задържа всеки, обвинен в държавна измяна без съдебен процес. Затворниците често се държат без съд и присъда, и единствения им метод за регресен иск е личен апел към самия Нкрума.
От 1961 г. Нкрума е генерален секретар и пожизнен председател на НПК. В страната са провъзгласени социалистическа ориентация и курс на модернизация на икономиката по пътя на развитие предимно на държавния сектор. Нкрума, лидер на панафриканизма, предоставя помощ на националните движения на други африкански страни.
Когато железопътните работници стачкуват през 1961 г., Нкрума нарежда стачните лидери и политици от опозицията да бъдат арестувани по Търговския закон от 1958 г. Докато самия Нкрума е организирал стачки допреди няколко години, сега той се противопоставя на индустриалната демокрация, тъй като е в противоречие с бързото индустриално развитие. Той казва на синдикатите, че дните им като застъпници за безопасност и справедливо обезщетение на миньорите са свършени, както и че новата им работа е да работят с ръководството, за да се мобилизират човешките ресурси. Заплатите трябва да отстъпят на патриотичния дълг, защото добруването на нацията заменя добруването на отделните работници, твърди Нкрума.
Законът за задържането довежда до широко разпространено недоволство от администрацията на Нкрума. Част от неговите съратници използват закона, за да арестуват невинни хора, за да придобият политическите им постове или активи. Съветници, близки до Нкрума, започват да избягват политически въпроси от страх, че могат да бъдат разгледани като противници.
Полицията не е впечатлена от новата си роля в обществото, особено след като Нкрума предава повечето от задълженията и отговорностите им на личната си охрана, Националната служба за сигурност, и на президентските охранителни полкове. Нкрума изчезва от общественото полезрение от страх от покушение, след многократни опити за неговото убийство. През 1964 г. той предлага поправка в конституцията, която би направила CPP единствената легална партия, а самия него – доживотен президент на нацията, както и водач на партията. Изменението преминава с 99,91% от гласовете, записана е невероятно висока обща активност, което кара наблюдателите да осъдят гласуването като „очевидно нагласено“. Във всеки случай, Гана е еднопартийна държава от обявяването на независимостта си. Изменението трансформира президентството на Нкрума в де факто законна диктатура.

### Икономика
Нкрума се опитва бързо да индустриализира икономиката на Гана. Той се мотивира с това, че ако Гана избяга от колониалната система за търговия чрез намаляване на зависимостта си от чужди капитали, технологии и материални блага, тя може да стане наистина независима. Въпреки това, преразходите по държавни проекти довежда до това, страната да навлезе в дългове на стойност $1 млрд. долара по времето, когато той е свален от власт през 1966 г.
Нкрума се застъпва за индустриално развитие и с помощта на дългогодишния си приятел и министър на финансите, Комла Гбедема, започва изграждането на водноелектрическа централа, язовира „Акосомбо“ на река Волта в източната част на Гана. „Kaiser Aluminum“ се съгласява да изгради язовир за Нкрума, но ограничава това, което може да бъде произвеждано от генерираната мощност. Нкрума взема пари назаем за строеж на язовира и поставя Гана в дългове. За финансирането на дълга, той вдига данъците на какаовите земеделски производители в южната част на страната. Това засилва регионалните различия. Язовирът е завършен и открит от Нкрума на 22 януари 1966 г.
Нкрума иска Гана да има модерни въоръжени сили и закупува самолети и кораби, както и въвежда военна повинност. Той също така дава военна подкрепа за борците за свобода, борещи се срещу правителството на Родезия, която обявява независимост от Великобритания през 1965 г.
Грешките в икономическата политика и понижението на цените на какаото в световен мащаб (което е основна експортна култура на Гана) довеждат страната до финансово-икономическа криза. На 24 февруари 1966 г., по време на визитата на Нкрума в Пекин, в резултат на военен преврат, Нкрума е свален от поста. Лозунгът на преврата е: „Против авторитарния режим – за демократично управление“. В действителност, свалянето на Нкрума довежда до серия от военни преврати и нови диктатури. Видимият резултат на преврата е отказът от социалистическата ориентация на Гана.
Някои коментатори като Джон Стокуел, бивш служител на ЦРУ, документират, че преврата е получил подкрепа от ЦРУ. В допълнение, изследване води до разсекретени документи, които разкриват, че ЦРУ, с помощта на Великобритания и Франция, замисля преврата, който сваля Кваме Нкрума на 24 февруари 1966 г. Изследването отива далеч назад, до статии по темата въз основа на докладите, предадени от Историческия отдел на Държавния депертамент на САЩ, като статиите показват американската чуждестранна политика в Гана, по време на президента Линдън Джонсън (1964 – 1968).

### Изгнание
След преврата, Нкрума вече никога не се завръща в Гана. Той поисква политическо убежище в Гвинея, където остава по покана на доживотния ѝ президент Ахмед Секу Туре и е обявен за вицепрезидент.
Живее в Конакри. През август 1971 г. заминава за лечение в Букурещ, където умира от рак на кожата на 27 април 1972 г. Нкрума е погребан в родното си село. По-късно останките му са преместени в столицата Акра, където му е издигнат паметник и е изграден мемориален парк в негова чест.
Нкрума е награден приживе с почетен докторат от университета „Линкълн“, Московския държавен университет; университета в Кайро в Египет, Ягелонския университет в Краков, Полша; Хумболтовия университет в бившия Източен Берлин и много други университети.
През 2000 г., той е избран за мъж на хилядолетието на Африка от слушателите на BBC World Service.

## Политически и философски възгледи
Нкрума назовава себе си едновременно християнин и социалист-марксист; при това той преосмисля и християнството, и марксизма, и социализма за целите и задачите на националноосвободителното движение.
Идеолог на панафриканизма. Поддръжник на идеите за африканско единство и „специалния път“ на Африка, противник на негритюда, в който не приема „негърския национализъм“, като счита, че той трябва да се замени с „африкански национализъм“.
В „Африка трябва да се обедини“ (Africa Must Unite, 1963 г.), Нкрума призовава за незабавното формиране на панафриканско правителство. По-късно той настоява за обединено движение, което произлиза от основите на Африка, докато между антиимпериалистическите правителства и прозападните „марионетни режими“ не може да има нещо общо.
Неговата система от възгледи е наречена коншиенсизъм (от английски consciencism – „философия на съзнанието“, производно от английската дума conscience – съвест, съзнание, съзнателност). За нейни източници, Нкрума посочва рационалистическата версия на европейската философия и научния социализъм на Карл Маркс.
От съвременните на Нкрума интелектуалци, най-значимо влияние върху него оказват Маркъс Гарви, У. Дюбуа и Джордж Падмор (който е негов съветник в периода 1957 – 1959 г.).